# براندلي كيواس
براندلي كيواس (بالهولندية: Brandley Kuwas) (19 سبتمبر 1992 بهورن في هولندا - ) هو لاعب كرة قدم هولندي في مركز الوسط . لعب مع نادي إكسلسيور ونادي فولندام ونادي النصر الإماراتي ونادي الجزيرة.

## روابط خارجية
- براندلي كيواس على موقع قاعدة بيانات كرة القدم.إي يو (الإنجليزية)
- براندلي كيواس على موقع ناشيونال فوتبول تيمز (الإنجليزية)
- براندلي كيواس على موقع Soccerway.com (الإنجليزية)
- براندلي كيواس على موقع عالم كرة القدم.نت (الإنجليزية)